# Natsume
Natsume is een Japans computerspelbedrijf opgericht op 20 oktober 1987. Het hoofdkwartier staat in Shinjuku, Tokio. Het bedrijf is hoofdzakelijk ontwikkelaar en uitgever van computerspellen, en is bekend van spellen zoals Harvest Moon en Legend of the River King.

## Bedrijfsonderdeel
In oktober 2002 richtte Natsume Atari Inc. op in Osaka (niet te verwarren met het Amerikaanse spelbedrijf Atari). Atari Inc. is gespecialiseerd in het ontwikkelen van gokautomaten en flipperkasten.

## Spellen
Natsume heeft spellen ontwikkeld voor diverse systemen, zoals onder andere de NES, MSX, Game Boy, SNES, Sega Master System, Sega Saturn, Nintendo 64, PlayStation, Nintendo DS, iOS, Nintendo GameCube, en Wii.
In 2000 heeft het bedrijf zowel Tony Hawk's Pro Skater als Tony Hawk's Pro Skater 2 voor de Game Boy Color ontwikkeld.